# Premi Setenil
El Premi Setenil de contes és un premi literari que es concedeix al millor recull de relats publicat a Espanya. Convocat anualment des de 2004 per l'Ajuntament de Molina de Segura (Múrcia), és un dels més prestigiosos en llengua castellana. Té una important dotació econòmica (10.000 € el 2019) i, a més, l'Ajuntament edita una separata amb una mostra de l'obra guanyadora. Tots els guanyadors tenen un banc dedicat amb una placa al Passeig de Rosales de Molina de Segura.

## Guanyadors
- 2004: Los girasoles ciegos, d'Alberto Méndez[1]
- 2005: La vida en blanco, de Juan Pedro Aparicio[2]
- 2006: Parientes pobres del diablo de Cristina Fernández Cubas[3]
- 2007: Si te comes un limón sin hacer muecas, de Sergi Pàmies[4]
- 2008: La marca de Creta d'Óscar Esquivias[5]
- 2009: Estancos del Chiado de Fernando Clemot[6]
- 2010: Los hábitos del azar, de Francisco López Serrano[7]
- 2011: Distorsiones, de David Roas[8]
- 2012: El libro de los viajes equivocados de Clara Obligado[9]
- 2013: La piel de los extraños, d'Ignacio Ferrando[10]
- 2014: Bulevar, de Javier Sáez de Ibarra[11]
- 2015: Historia secreta del mundo, d'Emilio Gavilanes[12]
- 2016: Nuevas teorías sobre el orgasmo femenino, de Diego Sánchez Aguilar[13]
- 2017: Nuestra historia, de Pedro Ugarte[14]
- 2018: Mundo extraño, de José Ovejero[15]
- 2019: La mala entraña, d'Elena Alonso Frayle[16]